# (3665) Fitzgerald
(3665) Fitzgerald ist ein Asteroid des inneren Hauptgürtels, der am 19. März 1979 von dem tschechischen Astronomen Antonín Mrkos am Kleť-Observatorium (IAU-Code 046) bei Český Krumlov entdeckt wurde. Eine unbestätigte Sichtung des Asteroiden hatte es schon am 30. Januar 1941 (1941 BL) an der Sternwarte der Universität Turku gegeben.
Die Umlaufbahn von (3665) Fitzgerald um die Sonne hat wie weitere 1500 bekannte Asteroiden eine 2:1-Resonanz mit derjenigen des Planeten Mars. Die größten dieser Asteroiden sind (4) Vesta, (44) Nysa und (142) Polana, welche Namensgeber für Asteroiden-Gruppen in dieser Resonanzzone sind. Von den 1500 Asteroiden ist die Umlaufbahn von (3665) Fitzgerald besonders synchron mit derjenigen des Mars.
Der Asteroid ist nach der US-amerikanischen Jazz-Sängerin Ella Fitzgerald benannt. Die Benennung erfolgte auf Vorschlag der Astronomen Miloš Tichý und Brian Marsden durch die Internationale Astronomische Union (IAU) am 28. August 1996. Der Mondkrater Fitzgerald hingegen war 1970 nach dem irischen Physiker George Francis FitzGerald benannt worden.